# Hibiscus mesnyi
Hibiscus mesnyi är en malvaväxtart som beskrevs av Jean Baptiste Louis Pierre och Jean Marie Antoine de Lanessan. Hibiscus mesnyi ingår i Hibiskussläktet som ingår i familjen malvaväxter. Inga underarter finns listade i Catalogue of Life.